# Carl Sargeant
Carl Sargeant (St Asaph, 1968 – Connah's Quay, 7 novembre 2017) è stato un politico gallese.

## Carriera
Inizialmente Sargeant ha lavorato in uno stabilimento chimico a Mostyn, nel Galles del Nord, dove ha anche ricevuto una formazione aggiuntiva in materia di protezione ambientale e vigili del fuoco. Durante questo periodo fu eletto nel consiglio locale della sua città natale, Connah's Quay. Nelle elezioni per l'Assemblea Nazionale del 2003, Sargeant successe al membro del partito Tom Middlehurst, che aveva lasciato il partito, e vinse il collegio elettorale di Alyn and Deeside e lo rappresentò nel 2007, 2011  e 2016.
Nel maggio 2007, è stato eletto Chief whip del gruppo laburista e nominato Segretario di Stato per le relazioni con l'Assemblea nazionale nel terzo gabinetto di breve durata Morgan (fino a luglio 2007). Nel dicembre 2009, Sargeant è tornato al governo sotto il neoeletto capo del governo Carwyn Jones e negli anni seguenti ha ricoperto cariche ministeriali con aree di responsabilità mutevoli: prima per la sicurezza sociale e l'amministrazione locale, poi per l'alloggio e la ricreazione e infine per le risorse naturali. Nell'ottobre 2016 è stato nominato Ministro degli affari locali, dell'infanzia e della gioventù.
Nel corso del suo lavoro politico, Sargeant è stato particolarmente impegnato nella lotta alla violenza domestica e alla giustizia sociale.

## Morte
Sulla scia degli eventi riguardanti il produttore cinematografico statunitense Harvey Weinstein nell'ottobre 2017 per accuse di violenza sessuale, ci sono state segnalazioni di incidenti simili nella politica britannica nel Regno Unito, tra cui il segretario alla difesa del paese, Michael Fallon, che ha dovuto dimettersi. Dopo la presentazione delle denunce di presunta cattiva condotta del ministro gallese, Sargeant è stato rimosso dalla sua carica il 3 novembre 2017. Lo stesso giorno, l'appartenenza al partito di esso fu sospesa, insieme alla perdita della carica di Whip del suo gruppo. Sargeant ha negato tutte le accuse e si è lamentato con gli interlocutori la mattina del 7 novembre 2017 di non sapere ancora cosa gli fosse stato addebitato. Nella tarda mattinata dello stesso giorno il suo corpo è stato trovato nella sua casa a Connah's Quy. I media britannici presumevano all'unanimità che si era trattato di suicidio, cosa che il coroner responsabile confermò pochi giorni dopo. Sargeant lasciò sua moglie Bridget e due figli grandi.
In una corrispondenza postuma pubblicata tra il Partito Laburista e l'avvocato di Sargeant, quest'ultimo ha respinto le accuse mosse contro il suo cliente e contestava allo stesso tempo che le procedure di licenziamento e sospensione della parte equivalessero a un pregiudizio. Jones ha quindi annunciato un'indagine indipendente sulla questione. Allo stesso tempo, ha sottolineato che, date le circostanze, non avrebbe potuto agire diversamente.
Le elezioni suppletive per il seggio nell'Assemblea nazionale gallese, che è stata eseguita con la morte di Sargeant, sono state vinte dal figlio Jack, di ventitré anni, all'inizio del febbraio 2018 con un grande vantaggio.